# Coelorinchus aspercephalus
Coelorinchus aspercephalus és una espècie de peix de la família dels macrúrids i de l'ordre dels gadiformes.

## Morfologia
- Els mascles poden assolir 34 cm de llargària total.[2][3]

## Depredadors
És depredat per Paranotothenia microlepidota.

## Hàbitat
És un peix d'aigües subtropicals que viu entre 33-335 m de fondària.

## Distribució geogràfica
És un endemisme de Nova Zelanda.